# Fàbrica Can Plana Escubos
La Fàbrica Can Plana Escubos és una obra d'Olot (Garrotxa) protegida com a bé cultural d'interès local.

## Descripció
És una fàbrica de filats de principis de segle xx. Presenta 10 finestres a la planta baixa i 11 més al primer pis; les quatre primeres de la dreta de planta baixa estan tapiades i les altres sis estan protegides per ferros. Al mig d'aquestes sis hi ha la porta d'entrada. A l'esquerra de la façana hi ha una porteta damunt de la qual hi ha una mena de decoració amb rajol i fa bandes amb el mateix element.